# برایان شاو
برایان شاو (انگلیسی: Brian Shaw؛ زاده ۲۲ مارس ۱۹۶۶) یک بازیکن بسکتبال اهل ایالات متحده آمریکا است. از باشگاه‌هایی که در آن بازی کرده‌است می‌توان به بوستون سلتیکس، گلدن استیت واریرز، و ویرتوس رم اشاره کرد.